# Branston (Staffordshire)
Pour les articles homonymes, voir Branston.
Branston est un village et une paroisse civile du Staffordshire, en Angleterre.